# Jeremiasz Ślipiec

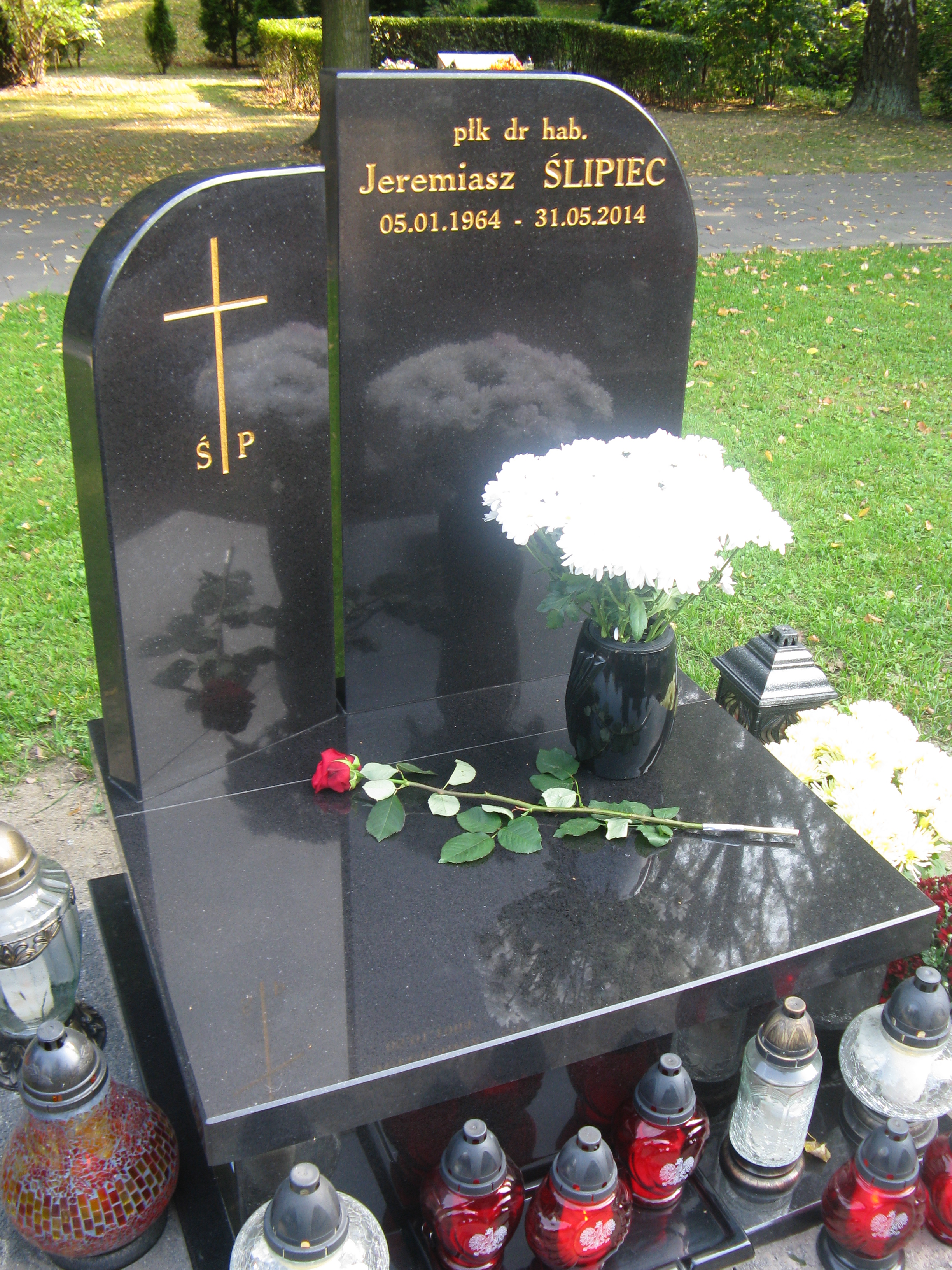
Grób Jeremiasza Ślipca na cmentarzu wojskowym na Powązkach

Jeremiasz Ślipiec (ur. 5 stycznia 1964 w Kłodzku, zm. 31 maja 2014 w Kaliszu) – polski historyk, specjalizujący się w tematyce organizacji i działalności zbrojnej Wojska Polskiego i armii ukraińskich w pierwszych latach po zakończeniu I wojny światowej. Był oficerem służby czynnej w stopniu pułkownika.

## Życiorys
W roku 1998 uzyskał stopień doktora nauk wojskowych za pracę Sztuka wojenna w polsko-ukraińskim konflikcie zbrojnym 1918–1921, a w roku 2012 stopień doktora habilitowanego nauk społecznych za pracę Kształtowanie się i główne kierunki działalności służb wojska II Rzeczypospolitej w systemie bezpieczeństwa militarnego lat 1921–1927. Był dyrektorem Instytutu Stosunków Międzynarodowych Wydziału Bezpieczeństwa Narodowego Akademii Obrony Narodowej, a wcześniej kierownikiem  Zakładu Analiz Współczesnych Konfliktów i Historii Wojen Wydziału Bezpieczeństwa Narodowego Akademii Obrony Narodowej. Opublikował kilkadziesiąt artykułów w czasopismach naukowych.
Uczestniczył w sympozjach i konferencjach naukowych organizowanych w kraju i za granicą. Brał czynny udział w Ogólnopolskim Forum Historyków Wojskowych. W zakresie pracy popularyzatorskiej i eksperckiej angażował się w działalność programów edukacyjnych emitowanych przez TVP „Historia” i Polskie Radio oraz udzielał wywiadów eksperckich w prasie krajowej i zagranicznej. W obszarze międzynarodowym był m.in. konsultantem historycznym wielu uroczystości rocznicowych i spotkań.
W swojej działalności dydaktycznej wypromował około 150 absolwentów – oficerów dyplomowanych, magistrów historii, licencjatów historii i europeistyki. Kilka z prac magisterskich pisanych pod jego kierunkiem zostało nagrodzonych I i II nagrodą rektora-komendanta AON. Od 2012 roku prowadził też seminaria doktorskie.
Zmarł 31 maja 2014 roku w wieku 50 lat. Msza pogrzebowa odbyła się w czerwcu w Katedrze polowej Wojska Polskiego. Urna z prochami pułkownika została pochowana na Cmentarzu Wojskowym na Powązkach w pobliżu Kwatery smoleńskiej (kwatera LII-3-3).

## Publikacje
Autor i współautor książek:
- Jeremiasz Ślipiec Lwów. 1-22 listopada 1918, wydawnictwo „Ajaks”, Pruszków 1997, ISBN 83-87-10312-8.
- Jeremiasz Ślipiec Drogi niepodległości – Polska i Ukraina 1918-1921, wydawnictwo „Bellona”, Warszawa 1999, ISBN 83-11-09038-6.
- Tomasz Kośmider, Jeremiasz Ślipiec, Janusz Zuziak Europejska integracja militarna. Sojusze wojskowe XX wieku Wydawnictwo Akademii Obrony Narodowej, Warszawa 2011, ISBN 978-83-7523-146-5.
- Tomasz Kośmider, Jeremiasz Ślipiec Operacje wojsk lądowych w poglądach przedstawicieli europejskiej myśli wojskowej od XVIII wieku do wybuchu drugiej wojny światowej Wydawnictwo Akademii Obrony Narodowej, Warszawa 2008, ISBN 978-83-7523-036-9.
- Jeremiasz Ślipiec Kształtowanie się i główne kierunki działalności służb wojska II Rzeczypospolitej w systemie bezpieczeństwa militarnego lat 1921–1927, Wydawnictwo Akademii Obrony Narodowej, Warszawa 2011, ISBN 978-83-7523-157-1
- Jeremiasz Ślipiec, Tomasz Kośmider Wojna polsko-rosyjska 1919–1920 i jej międzynarodowe odniesienia z perspektywy 90-lecia, Wydawnictwo Akademii Obrony Narodowej, ISBN 978-83-7523-119-9